# 韦埃拉凯拉拉姆
韦埃拉凯拉拉姆（Veerakeralam），是印度泰米尔纳德邦Coimbatore县的一个城镇。总人口19993（2001年）。

## 人口
该地2001年总人口19993人，其中男性10114人，女性9879人；0—6岁人口1776人，其中男909人，女867人；识字率77.02%，其中男性为82.32%，女性为71.59%。